# Бернальда
Бернальда (итал. Bernalda) — коммуна в Италии, расположена в регионе Базиликата, подчиняется административному центру Матера.
Население составляет 12 492 человека (на 2005 г.), плотность населения составляет 99,1 чел./км². Занимает площадь 126 км². Почтовый индекс — 75012. Телефонный код — 0835.
Покровителем населённого пункта считается San Bernardino da Siena. Праздник ежегодно празднуется 20 мая.